# REBROADCAST
『REBROADCAST』（リブロードキャスト）は日本のロックバンド、the pillowsの22枚目のアルバム。事実上、最後のオリジナルアルバムとなった。

## 概要
前作『NOOK IN THE BRAIN』より1年6か月ぶりに発売された通算22枚目、第四期ピロウズとしては4枚目となるオリジナルアルバムである。
タイトル「REBROADCAST」は「再放送」の意。タイトルトラック「Rebroadcast」自体は30周年を意識した曲ではなかったが、これをタイトルトラックにすることで、過去に用いた音楽的トリックや気に入っていたフレーズなどを確信犯的に用いることができることから、山中自体は1度きりの反則技と称し、このタイトルを付けた。
M-3「ニンゲンドモ」はアルバムSmileのタイトル曲「Smile」で用いられた「クタバレニンゲンドモ」からつけられている。また、M-8「Starry fandango」はアルバムThank you, my twilightのタイトル曲「Thank you, my twilight」と同じく電子音のイントロやシンセサイザーを用いた曲作りがなされており、M-9「BOON BOON ROCK」はアルバムGOOD DREAMSの曲「ローファイボーイ ファイターガール」の言葉がそのまま用いられている。

## 収録曲
全作詞・作曲：山中さわお
1. Rebroadcast (3:09)
2. Binary Star (2:18)
3. ニンゲンドモ (5:09)
4. ぼくのともだち (5:04)
5. 箱庭のアクト (3:12)
6. 眩しい闇のメロディー (5:35)
映画「純平、考え直せ」主題歌。
7. Bye Bye Me (3:50)
8. Starry fandango (3:46)
9. BOON BOON ROCK (3:15)
10. Before going to bed (3:59)

### 初回限定盤DVD
- LOSTMAN IN NEWYORK (2018年US Tour Mono Me You Sun Tour LIVE映像) 
  - I think I can
  - Blues Drive Monster
  - Ride on shooting star
  - LITTLE BUSTERS
  - ハイブリッド レインボウ
  - Advice
  - Mono Me You Sun Tour Document
  - Thank you, my twilight
- ニンゲンドモ （MV）